# 林檎もぎれビーム!
「林檎もぎれビーム！」（りんごもぎれビーム）は、大槻ケンヂと絶望少女達の3枚目のシングル。2009年7月23日にキングレコードから発売された。

## 概要
表題曲「林檎もぎれビーム！」は、テレビアニメ『懺・さよなら絶望先生』のオープニングテーマとして使用された。初回製造分には特製スリーブケースと、沙村広明による『懺・さよなら絶望先生』第一話エンドカードが同梱されている。ジャケットとスリーブケースは『懺・さよなら絶望先生』キャラクターデザイン守岡英行による書き下ろしイラスト。
元々のタイトルは「リンゴ送れ、C」だったが「ご存命のCBAの方が集まってきちゃったら困る」との理由で変更となった。ただしOP映像上では冒頭の「林檎もぎれビーム!」というセリフの部分でこのメッセージを暗示する描写がある。
オリジナル版の他に、アレンジされた特撮バージョンと、らっぷびとが歌う「林檎もぎれビームらっぷ!」が存在する。らっぷ版は歌詞が異る。
発売初日のオリコンデイリーチャートで初登場8位を獲得し、翌日には5位にまで上昇したが、週間チャートでのトップ10入りはならなかった。

## 収録曲
（全作詞：大槻ケンヂ、作曲・編曲：NARASAKI）
1. 林檎もぎれビーム！ [4:48]
歌：大槻ケンヂと絶望少女達[メンバー 1]
  - テレビアニメ『懺・さよなら絶望先生』オープニングテーマ
2. きまぐれあくびちゃん [4:39]
歌：大槻ケンヂと絶望少女達[メンバー 2]
3. 林檎もぎれビーム！（歌無し）
4. きまぐれあくびちゃん（歌無し）

## カバー・アレンジ
- らっぷびと - 「林檎もぎれビームらっぷ！」として、アルバム『RAP GIFT EP』（2010年3月17日）に収録。
- 特撮 - アルバム『5年後の世界』（2011年6月29日）に収録。

### ユニットメンバー
1. ↑  風浦可符香（野中藍）、木津千里（井上麻里奈）、木村カエレ（小林ゆう）、関内・マリア・太郎（沢城みゆき）、日塔奈美（新谷良子）
2. ↑  木村カエレ（小林ゆう）、関内・マリア・太郎（沢城みゆき）